# Église Saint-Robert de La Villedieu
Pour les articles homonymes, voir Église Saint-Robert.
L'église Saint-Robert est une église située à La Villedieu, dans le département français de la Creuse en France. Construite au XIIe siècle, elle est inscrite au titre des monuments historiques en 1963.

## Localisation
L'église est située sur la commune de La Villedieu dans le département français de la Creuse en région Nouvelle-Aquitaine.

## Historique
L'église a été construite au XIIe siècle.
L'édifice est inscrit au titre des monuments historiques en 1963.

## Description

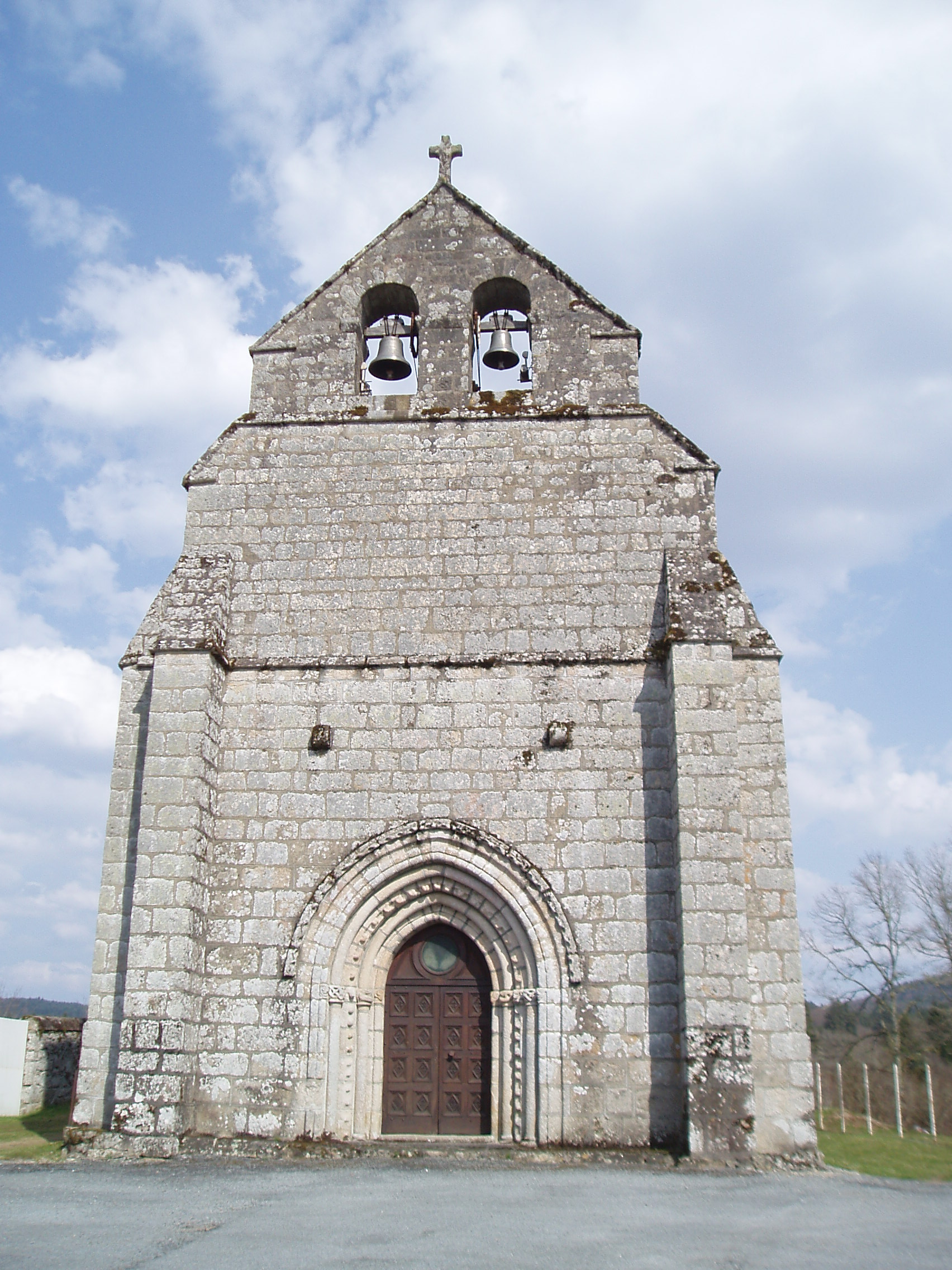
Façade.
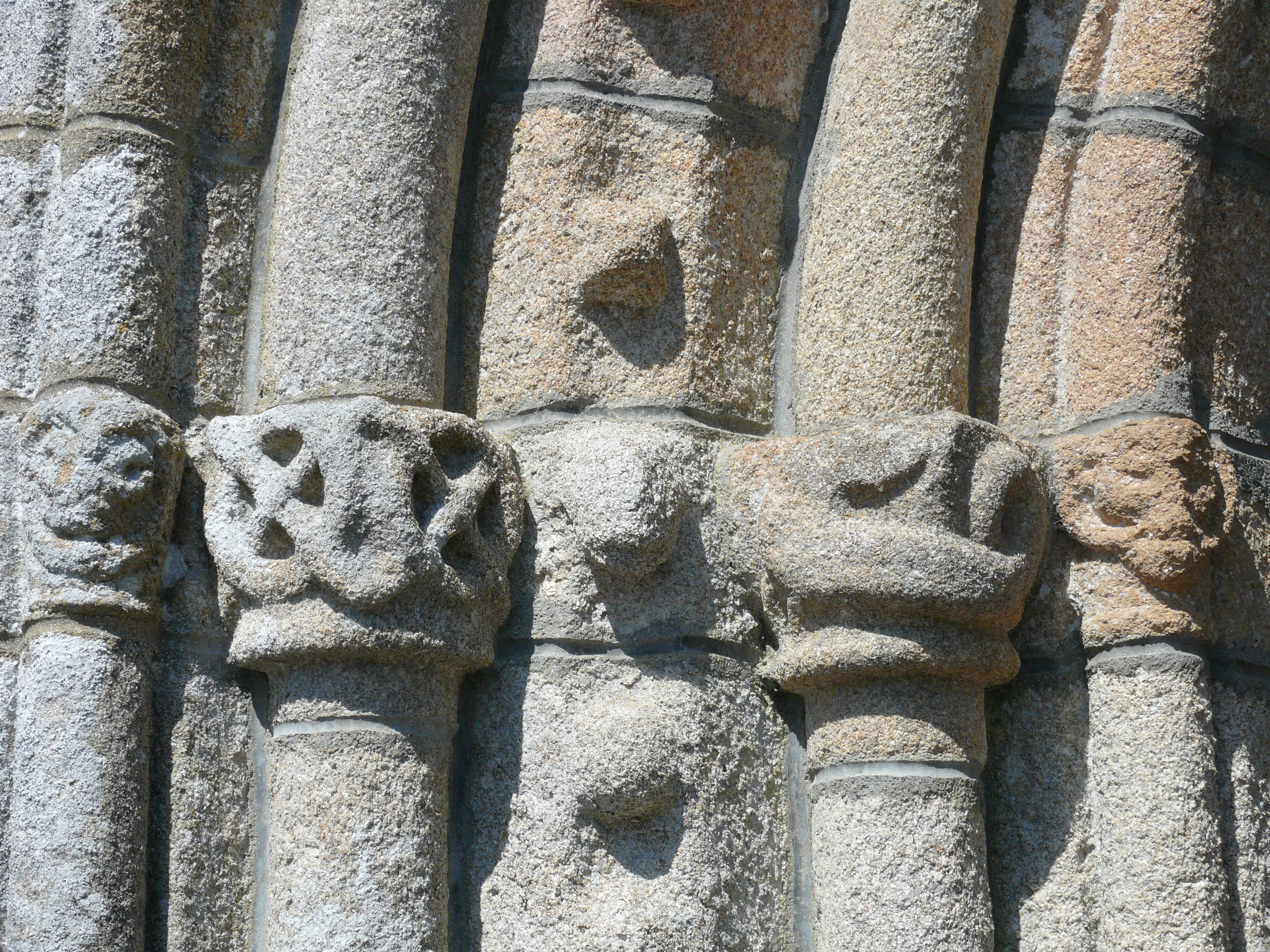
Chapiteaux du portail.
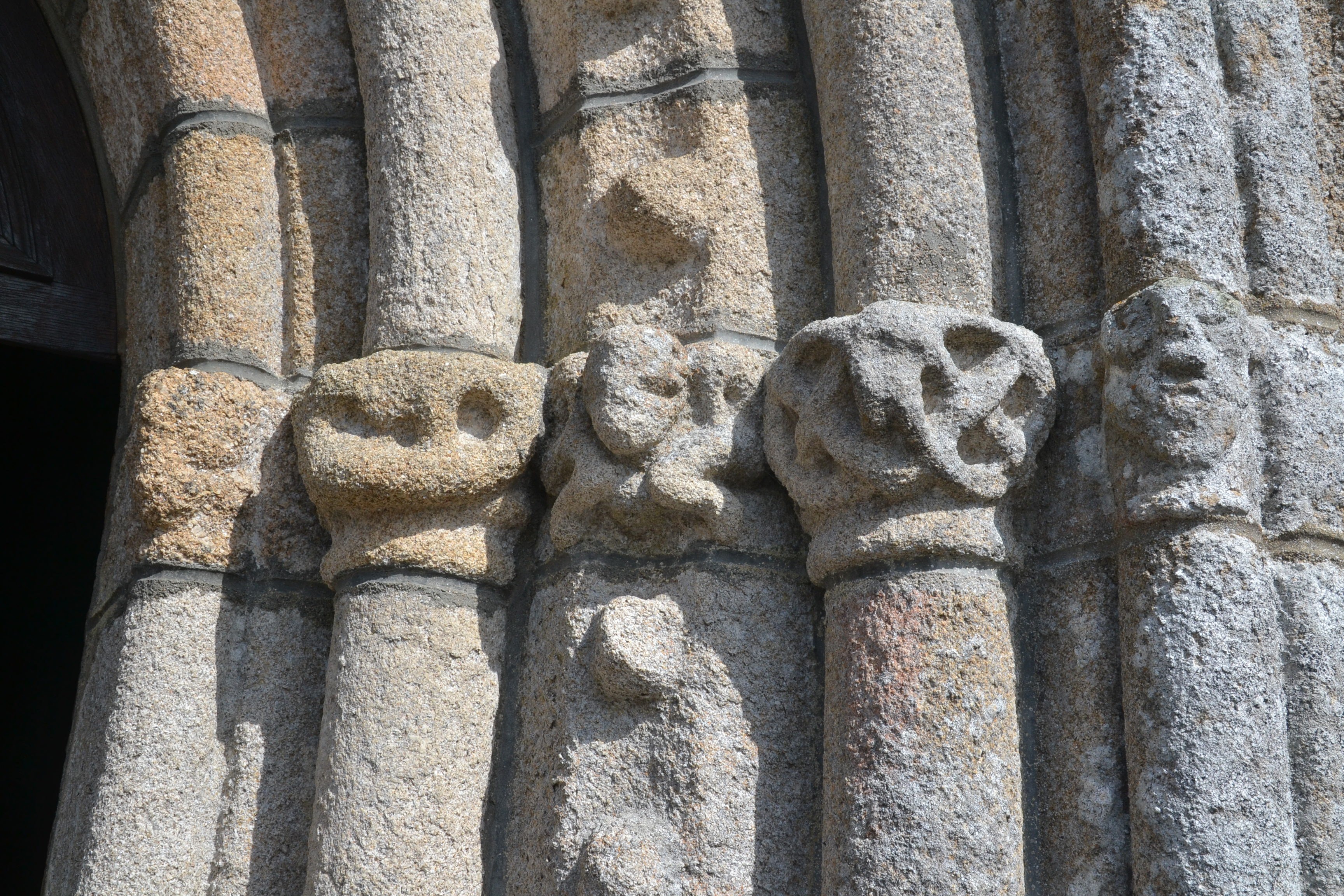
Chapiteaux du portail.